# Palsternacka (musikalbum)
Palsternacka var det svenska rockreggaebandet Dag Vags tredje album och andra studioalbum. Det gavs ut i september 1980. Albumet spelades in mellan 2 juni och 13 juli 1980 i Silence, Koppom.
Enligt Beno Zeno (i inlagan till CD-utgåvan) kommer albumets namn från hans uttalande om att i vildmarken (Koppom) äter de bara palsternackor.
För albumet fick bandet även Rockbjörnen i kategorin "Årets svenska skiva".  Skivan rankades av Sonic Magazine i juni 2013 som det 62:a bästa svenska albumet någonsin.

## Låtlista
1. Musik (Stig Vig) 3:44
2. Rulla på (Zilverzurfarn) 3:41
3. Låt det komma ut (Zilverzurfarn) 2:55
4. Vaskarubli (Ebba Grön) 3:00
5. Jag har drömt (Dan Andersson / Vig-Zurf-Zeno-Dirty) 5:27
6. Samma sak (Stig Vig) 3:25
7. Lång väg (Stig Vig) 4:24
8. Tom (Stig Vig) 4:29
9. II D (Stig Vig) 4:42
10. Palstersnack (Stig Vig) 3:05

## Listplaceringar
| Lista (1980) | Topplacering |
| ------------ | ------------ |
| Sverige      | 4            |

### Fotnoter
1. ↑  Dag Vag officiell hemsida
2. ↑  ”Aftonbladet”. 26 februari 2000. http://wwwc.aftonbladet.se/noje/special/rockbjorn00/gamla.html. Läst 1 maj 2011.
3. ↑  Sonic #69, sommaren 2013
4. ↑  Placeringar på den svenska albumlistan